# 8

## Події
- Консулами Римської імперії були обрані Марк Фурій Камілл та Секст Ноній Квінтіліан.
- Велике іллірійське повстання

### Астрономічні явища
- 27 січня. Кільцеподібне сонячне затемнення.[1]
- 21 липня. Повне сонячне затемнення.[1]